# 2235 Vittore
2235 Vittore è un asteroide della fascia principale del diametro medio di circa 44,45 km. Scoperto nel 1924, presenta un'orbita caratterizzata da un semiasse maggiore pari a 3,2107274 UA e da un'eccentricità di 0,2098308, inclinata di 18,75889° rispetto all'eclittica.
È dedicato all'Osservatorio San Vittore di Bologna.